# Норвегія на пісенному конкурсі Євробачення 2016

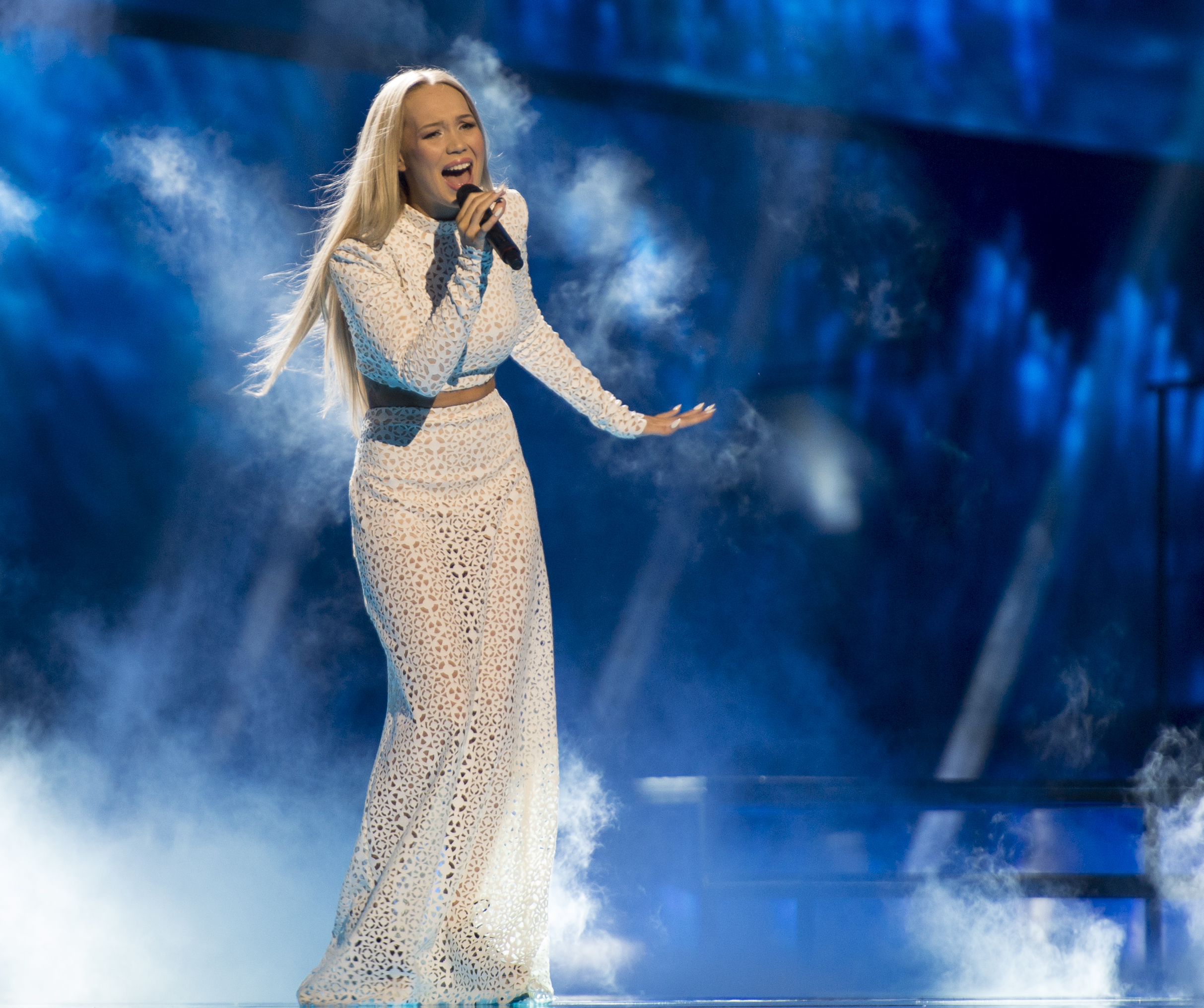
Агнет Йонсен, представниця Норвегії на Євробаченні 2016, у Стокгольмі

Норвегія брала участь у конкурсі «Євробачення 2016» у Швеції. Представник був вибраний шляхом національного відбору, який складався з одного лише фіналу.

## Melodi Grand Prix 2016
Melodi Grand Prix 2016 став 54-й випуском норвезького національного фіналу Melodi Grand Prix, який визначив представника Норвегії на конкурс Євробачення 2016. Відбір складався з одного шоу, яке проходило 27 лютого 2016 року в арені Осло Спектрум в Осло . Брало участь 10 пісень. Ведучі шоу — Сілія Ньюмойн і Кар Магнус Берг.
| Номер | Виконавець                          | Пісня           | Композитори                                                                 | Результат                 |
| ----- | ----------------------------------- | --------------- | --------------------------------------------------------------------------- | ------------------------- |
| 1     | The Hungry Hearts feat. Ліза Диллан | «Laika»         | Тоньє Гьевьон                                                               | не пройшов до суперфіналу |
| 2     | Stage Dolls                         | «Into the Fire» | Торштайн Флакне, Марк Спіро, Халлгейр Рустан, Ганні Йудітх Вік              | не пройшов до суперфіналу |
| 3     | Стін Холе Улла                      | «Traces»        | Стін Холе Улла, Інгрід Скреттінг, Труде Крістін Клебое                      | не пройшов до суперфіналу |
| 4     | Makeda                              | «Stand Up»      | Данні Аттлеруд, Майкл Клаусс, Томас Тёрнхолм                                | не пройшов до суперфіналу |
| 5     | Pegasus                             | «Anyway»        | Томмі Нільсен, Ронні Нільсен                                                | не пройшов до суперфіналу |
| 6     | Фредді Калас                        | «Feel Da Rush»  | Фредрік Ауке, Симен Ауке, Міккель Крістіансен, Тронд Опсахл, Крістофер Хусе | Суперфінал                |
| 7     | Лайла Самуелс                       | «Afterglow»     | Лаіла Самуелса, Йан Вейгель, The Beatgees                                   | Суперфінал                |
| 8     | Elouiz                              | «History»       | Андре Ліндахль, Джинетт Олссон, Майкл Джай                                  | не пройшов до суперфіналу |
| 9     | Suite 16                            | «Anna Lee»      | Давид Бьоерк, Андреас Моє, Давид Еріксен, Олександр Аустхейм                | Суперфінал                |
| 10    | Агнет Йонсен                        | «Icebreaker»    | Агнет Йонсен, Габріель Аларес, Іан Кёрноу                                   | Суперфінал                |

| Номер | Виконавець    | Пісня          | Відданих голосу в Східній Норвегії | Віддані голоси в Північній Норвегії | Віддані голоси в Центральній Норвегії | Віддані голоси в Південній Норвегії | Віддані голоси в Західній Норвегії | Всього | Місце |
| ----- | ------------- | -------------- | ---------------------------------- | ----------------------------------- | ------------------------------------- | ----------------------------------- | ---------------------------------- | ------ | ----- |
| 1     | Лайла Самуелс | «Afterglow»    | 25374                              | 4851                                | 6479                                  | 5937                                | 6224                               | 48864  | 4     |
| 2     | Suite 16      | «Anna Lee»     | 31003                              | 5548                                | 6667                                  | 4881                                | 8572                               | 56671  | 3     |
| 3     | Агнет Йонсен  | «Icebreaker»   | 67334                              | 51097                               | 14898                                 | 14825                               | 18594                              | 166728 | 1     |
| 4     | Фредді Калас  | «Feel Da Rush» | 48154                              | 11616                               | 8562                                  | 8998                                | 10798                              | 88128  | 2     |

## На Євробаченні
На конкурсі Норвегія брала участь під номером 15 у другому півфіналі . Норвегія не пройшла у фінал, отримавши 29 балів від телеглядачів і 34 бали від журі, тим самим посівши 13 місце у півфіналі.
- Найвищі бали за телеголосування отримала від Білорусі і Данії по 6 балів.
- Найвищі бали від голосування журі отримала від Данії та Албанії па 10 балів.